# Isis (revue)
Pour les articles homonymes, voir Isis (homonymie).
Isis est une revue scientifique avec évaluation par les pairs publiée par l’University of Chicago Press en anglais. Elle se centrée sur l'histoire des sciences, l'histoire de la médecine, et l'histoire des techniques, de même que leurs influences culturelles. La revue comporte des articles de recherche originaux ainsi que des revues de littérature extensives et des articles de revue. Les articles plus longs qui ne conviennent pas sont publiés dans sa publication partenaire, Osiris

## Résumés et indexation
Cette revue est résumée et indexée dans :
- Humanities Index
- America, History and Life
- Chemical Abstracts Service
- Index Medicus
- Mathematical Reviews
- Engineering Index Monthly
- Science Citation Index Expanded
- Social Sciences Citation Index
- Arts and Humanities Citation Index
- Current Contents/Arts & Humanities

## Voir également
- Osiris
- Liste des revues d'histoire